# 民主党全国大会

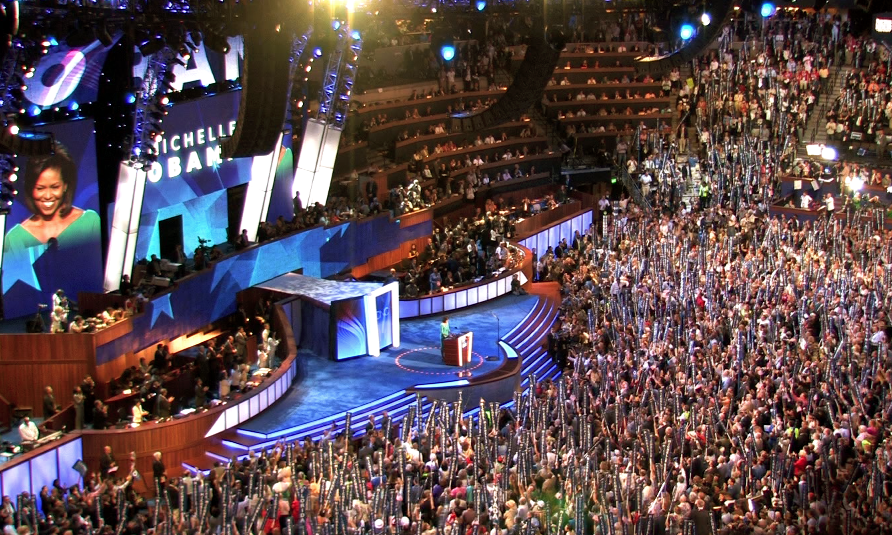
ペプシ・センターでの2008年の民主党全国大会

民主党全国大会（みんしゅとうぜんこくたいかい、Democratic National Convention）は、4年に1度、アメリカ合衆国の民主党が正副大統領の指名候補を選出する時に開く大会のことである。略称はDNC。

## 概要
大会では、民主党全国委員会により招集された代議員たちによって党の基本方針である政策綱領と一連の選挙のルールを採択し、また、大統領選挙の指名候補者を選出する。
代議員には予備選挙・党員集会の結果に縛られる一般代議員（約3300票）と、予備選挙・党員集会の結果に縛られない特別代議員（約800票）がいる。特別代議員には、民主党全国委員会のメンバー、連邦議会上下両院議員、州知事、党の功労者（元大統領、元副大統領、元下院議長など）等がいる。
予備選挙を核とする現在の大統領候補指名制度が導入された1972年以降は、いずれも予備選挙の流れが固まった時点で指名候補が既に事実上決まっているが、一般代議員獲得数に差があまり無い場合、それ以前同様に特別代議員の大会における判断で指名候補が決まる可能性もある。
また、会場には民主党を支持する著名なスター（歌手や俳優）がゲストとして参加し、スピーチやパフォーマンスを披露することもある。

## 歴史
大会は民主党の定期大会でもあり、1832年に第1回大会が行われ、これまで数多くの歴史を残した。
- 1960年はカリフォルニア州ロサンゼルスのロサンゼルス・メモリアル・スポーツ・アリーナで行われ、最終日にはジョン・F・ケネディの指名受諾演説が隣接するロサンゼルス・メモリアル・コロシアムで行われた。
- 1968年の党大会では現職ジョンソン大統領の再選資格を残しての不出馬、有力候補ロバート・ケネディの暗殺という異例の状況下で副大統領のハンフリーが代議員の支持を得て大統領候補指名を獲得したが、この過程で反戦活動家らが異を唱え紛糾し本選挙は敗北。この事態を受けてジョージ・マクガヴァンによる代議員選出制度の改革が行われ、予備選・党員集会を中心とする代議員選出が制度化された。この制度による初の党大会（1972年）ではマクガヴァン自身が指名を獲得する。なお、1968年の民主党全国大会に合わせて暴動を扇動しようとしたとして起訴された7人は、大会の開催地名を取って「シカゴ・セブン」と呼ばれる。
- 2008年はコロラド州デンバーのペプシ・センターで行われ、最終日にはインベスコ・フィールド・アット・マイル・ハイで約8万人の観衆の下、バラク・オバマの指名受諾演説が行われた。
- 2012年はノースカロライナ州シャーロットのタイム・ワーナー・ケーブル・アリーナで開催された。当初最終日はバンク・オブ・アメリカ・スタジアムで開催予定だったが、雷雨が予想されていたため、急遽TWCアリーナに変更された。
- 2016年の全国大会は7月25日から28日までペンシルバニア州フィラデルフィアのウェルズ・ファーゴ・センターで開催され、ヒラリー・クリントンが指名受諾演説を行った。
- 2020年の全国大会は8月17日から20日までウィスコンシン州ミルウォーキーのファイサーブ・フォーラムで開催される予定だったが、新型コロナウイルスの感染拡大の影響でオンライン開催に変更。ジョー・バイデンが指名受諾演説を行った。
- 2024年の全国大会は8月19日から22日までイリノイ州シカゴのユナイテッド・センターで開催され、カマラ・ハリスが主要政党では初の黒人女性ならびに初のアジア系アメリカ人の大統領候補として指名受諾演説を行った。

## 大会日程
大会は例年、夏に通常4日間にわたって開催されている。大体の流れは下記の通り。
- 全日程通じ：民主党関係者・著名人による演説
- 第1日：基調演説
- 第2日：政策綱領採択
- 第3日：大統領候補の指名
- 第4日：副大統領候補の指名、副大統領候補と大統領候補が指名受諾演説

党大会は、正、副大統領候補が指名受諾演説を行い、指名争いに敗れた候補者や党幹部達が壇上に上り、党の団結が重要であることをアピールして終了する。